# عبد الله الصانع
عبد الله علي  حمود  عبد الرحمن الصانع ، (1902 - 1954-) أديب وشاعر وسياسي ومؤرخ كويتي.

## نبذة عامة
ولد عبد الله بن علي بن حمود بن عبد الرحمن بن أحمد الصانع في عام 1902 وهو من عايلة الصانع من آل حمود ، وعُرف عنه فصاحة اللسان وبلاغة القول وترجع أصوله إلي منطقة المجمعة في سدير عندما هاجر أجداده إلي الكويت في منتصف القرن الثامن عشر ، وكانت حياته مليئة بالأدب والشعر والتاريخ والمواقف المشرفة وهو مرجع في التاريخ والأنساب وسياسي مطلع على بواطن الأمور، له بحوث منشورة في مجلات الكويت وكاظمة والبعثة والرائد الكويتية واليقظة التي كانت تصدرها المدرسة المباركية وكان متولعاً بالآداب العربية ويميل إلي دراسات التاريخ وأستطاع بالإضافة إلي حفظ القرآن الكريم حفظ عدد كبير من أشعار فطاحل العرب (قيل بإنه نحو 10 آلاف بيت شعر)، وكما قال عنه الأديب العماني عبد الله الطائي بإنه من الأدباء الذين أثروا في نهضة الخليج العربي جميعه وبخاصة في عُمان فقد أولع بها ثلاثين عاماً كان يدعو خلالها بالوطنية والحث على التحرر من الاستعمار وكان دائماً يدحض افتراءات المستشرق «بروكلمان» بما تعلمه من تاريخ الطبري وابن إسحاق والعلامة ابن خلدون، وقد أطلق عليه الشيخ جابر العلي الصباح اسم أديب الكويت وسفيرها في الخليج وأهداه كتاب تاريخ الشعوب الإسلامية كما أهداه حاكم الشارقة الشيخ صقر بن سلطان القاسمي خنجراً مذهباً في الثلث الأول من القرن الماضي نظراً لأعماله الجليلة في ذاك الوقت (لازلت عائلته تحتفظ به)، وقد جند طوال حياته قلمه لهدم بهتان رواية العباسة أخت الرشيد لجرجي زيدان والدفاع عن الخليفة هارون الرشيد وأخته العباسة نظراً لغيرته على التاريخ الإسلامي. 

## تعليمه
تلقى مبادئ القراءة والحساب لدى الشيخ سعد الجراح في مدرسته والشيخ عبد العزيز الرشيد مؤرخ الكويت والشيخ يوسف بن عيسى القناعي وقد قام والده بإقحامه في مجال التجارة وعهد به إلي أحد التجار في الكويت.

## حياته
أقام طوال فترة حياته متنقلاً بين مسقط ودبي والشارقة والهند وقد أستقر في الكويت التي ولد ونشأ بها قبل الحرب العالمية الثانية بسنة أي في عام 1944 م وأقام لدى وقف جده عبد الرحمن بن أحمد الصانع بالقرب من قصر السيف مقر حاكم الدولة بين فريج الفرج وفريج الشيوخ (تقاطع سوق الكويت للأوراق المالية مع المسجد الكبير ومسجد الحداد حاليا) وهو أقدم وقف خيري مذكور في تاريخ الكويت المعاصر إذا يعود إلي سنة 1851 ميلادي.

## أنشطته
- نائباً لسليمان الجاسم مسؤول الحرس والأمن في منطقة السيف.
- عضو النادي الأدبي الكويتي المؤسس عام 1924.
- رئيس تحرير مجلة الكويت 1950 (أول مجلة ظهرت في جو الخليج العربي)
- عضو مجلس المعارف.
- مدير دائرة تسجيل أملاك (الإمارة) الدولة عام 1952.
- ساهم في النهضة العلمية والأدبية في الكويت والخليج العربي.

### مجلس المعارف
مجلس منتخب من الشعب بانتخابات حرة في عام 1952 وقد أصدر أمير الكويت السابق عبد الله السالم الصباح بتعيين الشيخ عبد الله الجابر الصباح رئيساً له ويضم بالإضافة إلي الأديب عبد الله الصانع كل من السادة مشعان الخضير ويوسف العدساني وخالد الزيد الخالد ومشاري حسن البدر وأحمد البشر الرومي وسليمان العدساني وخليفة خالد الغنيم وسيد علي السيد سليمان وسلطان الكليب ومحمد جاسم المضف ومحمد ملا حسين.

## أعماله خارج الكويت
عُين مستشارا في ديوان الشيخ مانع بن راشد بن مكتوم ولي عهد حاكم دبي آنذاك وقد حياة بقصيدة ذائعة الصيت جاء في مقدمتها:
وقد كان على علاقة صداقة وثيقة مع الشيخ سلطان بن صقر القاسمي حاكم الشارقة والشيخ شخبوط بن سلطان آل نهيان حاكم إمارة أبوظبي وقد نظم له قصيدة شهيرة جاء في مقدمتها:
وله علاقة وطيدة بسلطان مسقط آنذاك سعيد بن تيمور وكان له دور بارز في انضمام مسقط إلي وحدات إمارات الخليج ومحاربة الاستعمار.

## من أشهر قصائده
كانت القصيدة التي نشرها الأديب الإحسائي عبد الله بن أحمد الشباط في كتابه الماتع لأدباء وأديبات من الخليج العربي 1999 الصادر عن الدار الوطنية الجديدة للنشر والتوزيع قصيدة شهيرة للأديب الصانع والتي سبق أن نشرت في مجلة البعثة العدد 8 أكتوبر 1952 وفيها حيا الشيخ عبد الله المبارك الصباح بقوله:

## وفاته
ذكر الأستاذ أحمد البشر الرومي في مذكراته بإن الأديب الصانع توفي فجر يوم 17 فبراير 1954 وتم دفنه في المقبرة القبلية (بالقرب من مجمع الصالحية التجاري حالياً) وقبره يقع غربي قبر أحمد البحر بمسافة 14 ذراع وقام بتوسيد التراب داخل القبر الشيخ خالد عبد اللطيف الحمد وقد أم المصلين الشيخ عبد العزيز حمادة الذي وقف مع أسرة المتوفى لتلقى واجب العزاء وكان يردد عبارة:
«لاتعزّوني بل عزّوا تاريخ الكويت لإنكم دفنتم أحد أعلامه.»

## أبناؤه
له من الأبناء خمسة واصل كل منهم مسيرة والده حتى بعد وفاته وهم:
- علي عبد الله الصانع.
- محمد عبد الله الصانع. والد المستشار عبد الله الصانع عضو بالسلطة القضائية في دولة الكويت.
- وليد عبد الله الصانع.
- مانع عبد الله الصانع. (سمي بذلك على اسم ولي حاكم دبي آنذاك).
- فرقد عبد الله الصانع.

## تخليدا لذكراه
سميت مدرسة باسمه من قبل حكومة دولة الكويت تخليدا لذكراه كما كتب عنه الشيخ يعقوب الرشيد والأستاذ يعقوب يوسف الغنيم والأستاذ خالد سعود الزيد والمؤرخ فهد بن محمد بن نايف الدبوس في كتابه عبد الله العلي الصانع صفحة ناصعة من الإبداع الأدبي في دولة الكويت والأستاذ أحمد زين السقاف وخالد العدساني في كتابه تاريخ الحركة الفكرية في الكويت والدكتور عبد الله الطابور من الإمارات العربية والأديب العماني عبد الله الطائي وآخرين.